# مورغان لويس (محافظ)
مورغان لويس (بالإنجليزية: Morgan Lewis)‏ (16 أكتوبر 1754 - 7 أبريل 1844) هو محامي وسياسي وقائد عسكري أمريكي والابن الثاني لفرانسيس لويس أحد موقعي إعلان الاستقلال الأمريكي. قاتل لويس في حرب الاستقلال الأمريكية وحرب 1812.

## روابط خارجية
- مورغان لويس على موقع إن إن دي بي (الإنجليزية)